# Gonatocerus kivuanus
Gonatocerus kivuanus is een vliesvleugelig insect uit de familie Mymaridae. De wetenschappelijke naam is voor het eerst geldig gepubliceerd in 1949 door Debauche.